# Архангельский (Шаранский) медеплавильный завод
Архангельский (Шаранский) медеплавильный завод — медеплавильный завод, действовавший в 1754—1795 годах, на территории современного села Шаран Шаранского района в Башкортостане. А в 1836 году заводские постройки и оборудование были разобраны.

## Географическое положение
Завод был расположен на реке Шаран (приток реки Сюнь, бассейна реки Белая), в 130 верстах к западу от города Уфа, в Уфимском уезде, на северо-западной окраине села Шаран, в месте пересечения дороги и реки Шаран.

## История завода

### Основание
Завод был основан Григорием Семёновичем Красильниковым (1726—?) на реке Шаран, на землях, купленных у башкир деревни Кыр-Иланской волости Казанской дороги.
Разрешение на постройку завода выдано 5 августа 1752 года. В 1752—1754 годах шло строительство завода. Первая выплавка меди на заводе состоялась 22 августа 1754 года.

### XVIII
Завод имел следующие оборудование: две фабрики, в первой из которых находились 4 медеплавильные печи, а во второй — 2 гармахерских горна, штыковой горн, толчея с 5 пестами; кузницу, меховую мастерскую. Заводу принадлежали 114 тысяч десятин земли, 122 рудника, основными из которых являлись Уязинский рудник — в 150 верстах, Сылнинский рудник в 100 верстах и Сакатовский рудник — в 30 верстах. Содержание меди в руде было до 4 %.
В 1774 году, во время восстания Е. И. Пугачева, завод был разрушен, а часть крестьян выступили на стороне повстанцев. Завод удалось восстановить только в середине 1776 года.
Численность завода в 1782 году состояла из 97 крепостных мастеровых и работных людей, из них работали на заводе 47 человек, остальные — на вспомогательных работах. Завод не имел собственной лесной дачи, был и недостаток рабочей силы, отдаленность рудников, бедность руды — всё это сделали завод нерентабельным, а в 1795 году производство было прекращено.

### XIX век
В 1809 году в связи с большой задолженностью заводовладельцев, Сенат выставил завод на торги, но продать не смог, так как покупателей не нашлось. В 1836 году бездействующий завод был окончательно уничтожен, его строения и оборудование проданы с публичного торга на своз.

### XXI век
В настоящее время от завода остались только остатки заводской плотины, которые в прошлом пошли на строительство дороги и моста. Пруд спущен, но контуры его ещё просматриваются. На месте цехов расположена шиномонтажка.

## Производительность завода
Завод выплавлял меди ежегодно в 1754—1760 годах по 731 пудов, в 1761—1770 годах — 1039 пуд, в 1771—1780 годах — 1166 пуд, в 1781—1790 годах — 692 пуд, в 1791—1795 годах — 190 пуд. За всё время своего существования завод выплавил 35 тысяч пудов (574 тонн) меди.